# Chromonastíri
Chromonastíri (en Χρωμοναστήρι) est une communauté locale de Réthymnon (dème) dans le district régional de Crète, nome de Rethymnon, créée par la réforme Kallikratis. Auparavant, elle faisait partie de l'ancienne municipalité de Rethymnon. La capitale du nome est Réthymnon.

## Géographie
Chromonastíri se trouve à onze kilomètres au sud-est de Rethymnon, à l'est du mont Vrisinas à une altitude de 360 mètres. C'est un village traditionnel classé en Classe II, dont la valeur culturelle est moyenne (Government Gazette, 728/21-9-1995). Les bâtiments ayant des éléments architecturaux vénitiens sont disséminés au sein du village. En 2005, 2007, 2008 et 2009, Chromonastíri reçut le prix de la « communauté traditionnelle la plus propre et organisée ».

## Histoire
Son nom signifie « Couleur et monastère », et vient probablement de la coexistence du village avec le monastère de Panayía Kerá très coloré (lors de la deuxième période byzantine et la période vénitienne). Construit vers les XIIe et le XIIIe siècle, il est décrit comme un village traditionnel, plusieurs bâtiments sont construits durant la période vénitienne.
Dans quelques documents vénitiens et ottomans on le trouve écrit Choriomonastirion de « Chora » (pays/région en grec) et « Monastir », soit le « Village-monastère ». Après 1940, dans tous les recensements, on trouve le nom Chromonastíri (Χρομοναστήρι), mais il arrive encore de trouver l'orthographe Χρωμοναστήρι.
La communauté locale de Chromonastíri se compose de quatre villages : Chromonastíri, Prinedes (Πρινέδες), Kapediana (Καπεδιανά) et Míli (Μύλοι).

## Population
| Village       | 1940 | 1951 | 1961 | 1971 | 1981 | 1991 | 2001 |
| ------------- | ---- | ---- | ---- | ---- | ---- | ---- | ---- |
| Chromonastiri | 439  | 347  | 293  | 173  | 294  | 237  | 358  |
| Kapediana     | 102  | 64   | 48   | 35   | 27   | 19   | 28   |
| Myloi         | 99   | 75   | 52   | 36   | 39   | 31   | 39   |
| Prinedes      | -    | -    | -    | -    | -    | 29   | 57   |
| Total         | 640  | 486  | 393  | 244  | 360  | 316  | 482  |

## Édifices importants

### Église de Panayía Kerá
L'église de Panayía Kerá est une église byzantine datant du XIe siècle. En forme de croix, elle est peinte et possède un dôme et des fresques du XIVe siècle. À l'origine, elle ne se composait que d'une nef unique avec coupole. Au XIVe siècle, deux nefs latérales, voûtées en berceau ont été ajoutées.

### Autres églises
Une autre église byzantine importante du XIe siècle celle de — Agios Eftychios — se trouve en dehors de Chromonastíri en un lieu nommé Perdíki Metóhi, elle possède également d'étonnantes fresques du XIe siècle (exceptionnelles sont les immenses yeux des saints et notamment ceux du Christ).
L'église paroissiale du village est dédiée à Saint George.

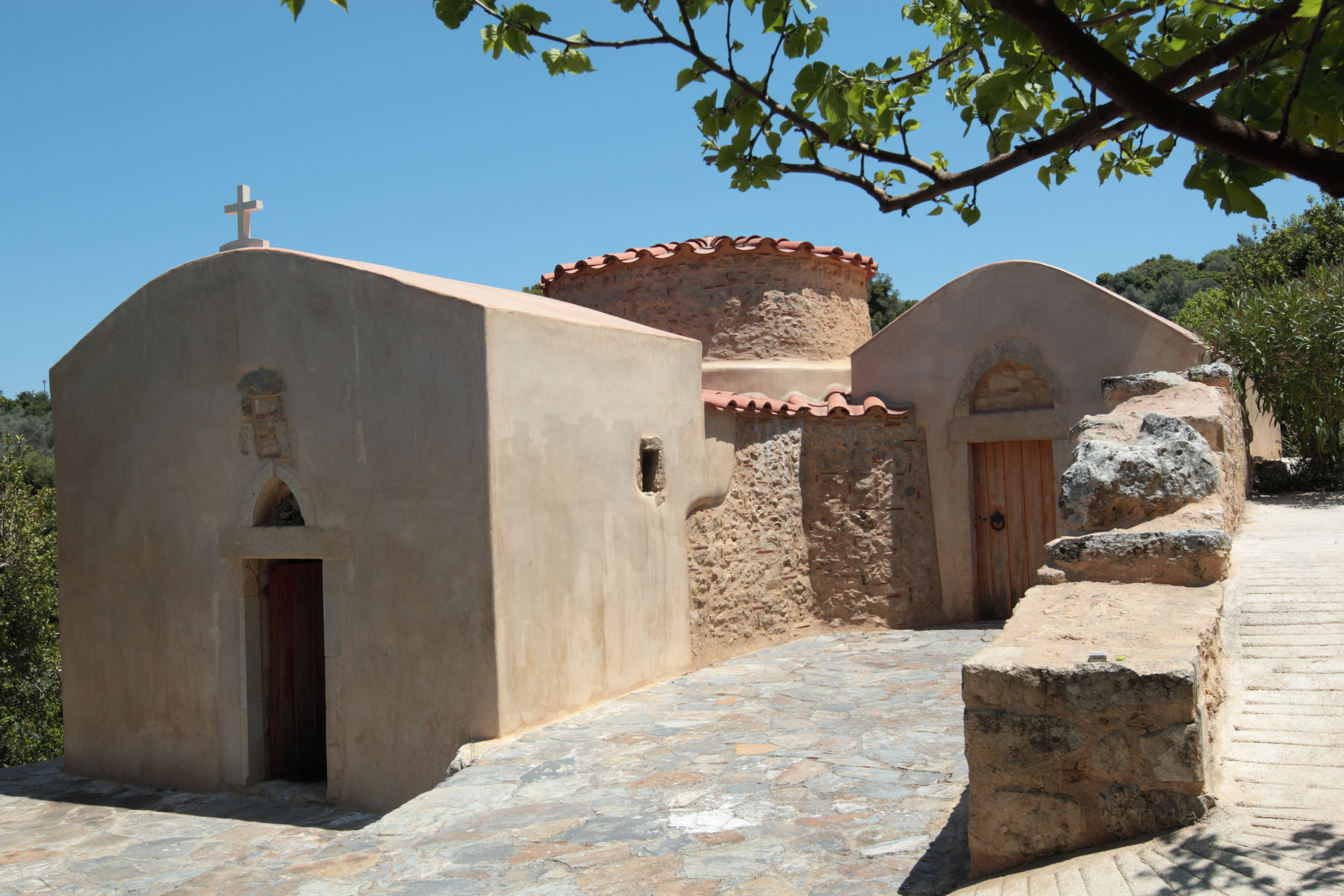
L'église de Panayía Kerá

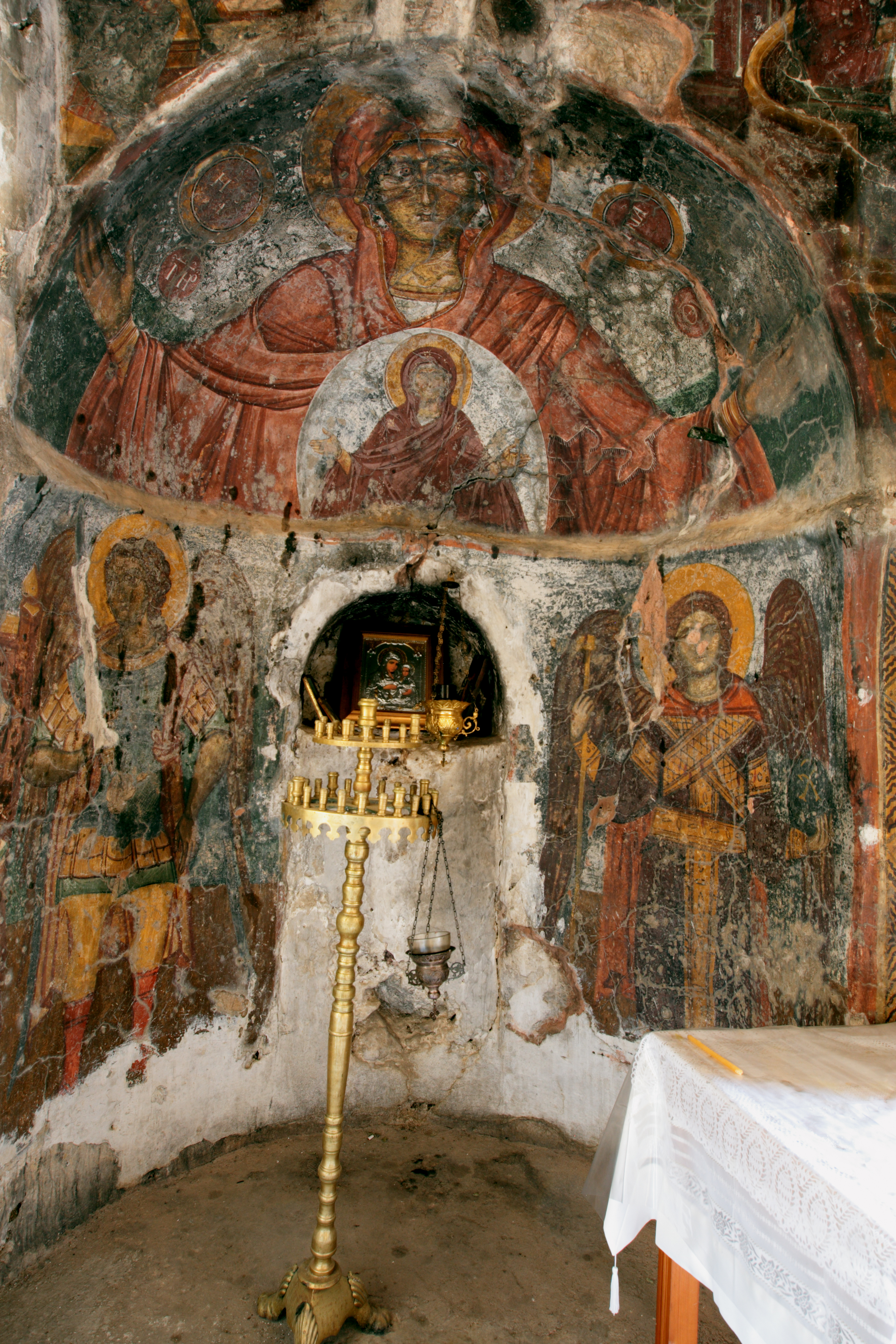
Fresques dans l'église de Panayía Kerá

### Villa Clodio
Les bâtiments possédant des éléments architecturaux vénitiens sont dispersés au sein du village, mais la plus importante construction demeure celle nommée Villa Clodio qui était la résidence d'été de la noblesse vénitienne de Rethymnon et à l'époque ottomane, c'était la maison (Konak) d'un dignitaire ottoman. C'est un somptueux manoir qui a été restauré et qui abrite le musée militaire. Le musée militaire abrite plusieurs expositions – uniformes militaires, armes de tout âge, décorations.

### Moulin à huile de Prinari
Le moulin à huile de Prinari, entièrement rénové, avec tout son équipement ancien, se trouve au sein du village et accueille le public dans son centre culturel d'apprentissage afin de comprendre tout ce qui concerne l'olive et le processus de broyage,.

## Fêtes
Le village célèbre la Saint Panteleimon le 27 juillet.

## Divers
Il y a un service public de bus (KTEL) en provenance de Réthymnon qui dessert la communauté locale (deux services, matin et midi les jours de semaine, mais pas les week-ends).
Depuis le 7 juillet 2005, la région de Chromonastíri est intégrée au cadastre et se trouve sous l'autorité du bureau du cadastre de Rethymno.